# Axiata Cup 2014
Der Axiata Cup 2014 war die dritte Auflage dieses Badmintonwettbewerbs. Sieger wurde das Team aus Thailand.

## Modus
Vom 27. November bis zum 3. Dezember wurde in Jakarta eine Vorrunde der acht beteiligten Teams im Modus Jeder-gegen-jeden ausgetragen. Es nahmen Mannschaften aus Indonesien, Malaysia, Singapur, Thailand, Vietnam und den Philippinen sowie eine Europa- und eine Asienauswahl teil. Am 6. Dezember trugen die vier Erstplatzierten in Kuala Lumpur die Halbfinale aus, die Sieger am 7. Dezember das Finale in Kuala Lumpur. Das Preisgeld betrug insgesamt eine Million US-Dollar, wovon 400.000 Dollar auf den Sieger, 200.000 Dollar auf den Zweiten, 150.000 Dollar auf den Dritten und 100.000 Dollar auf den Viertplatzierten entfielen. Die in der Vorrunde ausgeschiedenen Teams erhielten 60.000 Dollar (Platz 5), 40.000 Dollar (Platz 6), 30.000 Dollar (Platz 7) und 20.000 Dollar (Platz 8).

## Ergebnisse

### Vorrunde
| Platz | Team             | Punkte | Spiele | Gew. | Unent. | Verl. | Spiele |   |    | Sätze |   |    | Punkte |   |      |
| ----- | ---------------- | ------ | ------ | ---- | ------ | ----- | ------ | - | -- | ----- | - | -- | ------ | - | ---- |
| 1     | Indonesien       | 24     | 7      | 6    | 1      | 0     | 24     | - | 4  | 50    | - | 10 | 1202   | - | 901  |
| 2     | Asia All-Stars   | 19     | 7      | 4    | 2      | 1     | 19     | - | 9  | 43    | - | 26 | 1343   | - | 1206 |
| 3     | Thailand         | 19     | 7      | 5    | 0      | 2     | 19     | - | 9  | 41    | - | 24 | 1222   | - | 1092 |
| 4     | Malaysia         | 17     | 7      | 4    | 1      | 2     | 17     | - | 11 | 34    | - | 27 | 1112   | - | 1087 |
| 5     | Europe All-Stars | 14     | 7      | 3    | 1      | 3     | 14     | - | 14 | 37    | - | 34 | 1301   | - | 1255 |
| 6     | Vietnam          | 9      | 7      | 1    | 1      | 5     | 9      | - | 19 | 22    | - | 41 | 1028   | - | 1188 |
| 7     | Singapur         | 7      | 7      | 1    | 1      | 5     | 7      | - | 21 | 22    | - | 44 | 1155   | - | 1277 |
| 8     | Philippinen      | 3      | 7      | 0    | 1      | 6     | 3      | - | 25 | 8     | - | 51 | 855    | - | 1212 |

### Endrunde
- 1. Thailand
- 2. Indonesien
- 3. Asia All-Stars
- 4. Malaysia